# 上原牧人
上原 牧人（うえはら まきと、1998年11月20日 - ）は、沖縄県出身のサッカー選手。ポジションはDF。

## 来歴
那覇西高校では2年次と3年次に全国高等学校サッカー選手権大会に出場した。高校卒業後は城西国際大学に進学。
2020年7月22日、2021年シーズンからのFC琉球加入内定、および特別指定選手承認が発表された。8月16日、J2第12節のザスパクサツ群馬戦で後半途中から出場しJリーグデビュー。11月1日、J2第30節の大宮アルディージャ戦でJリーグ初ゴールを決めた。
2021年よりFC琉球に正式加入。3月14日、J2第3節のザスパクサツ群馬戦で後半途中から出場しプロデビューを果たしたが、約一か月後の
同年4月9日に負傷。右大腿二頭筋肉離れで、全治約8週間の診断を受けた。さらに復帰後の7月16日には練習中に再び負傷。顔面骨折で復帰見込み約4週間の診断を受けた。このためシーズンを通して10試合の出場にとどまった。
2022年シーズンは、は一転して大きな負傷もなくチームの主軸として出場を続けた。

## 所属クラブ
- 高良FC
- 那覇市立小禄中学校
- 沖縄県立那覇西高等学校
- 城西国際大学
  - 2020年7月 - 同年12月  FC琉球 (特別指定選手)
- 2021年 - 2024年  FC琉球
- 2025年 -  サガン鳥栖

## 個人成績
| 国内大会個人成績 | 国内大会個人成績 | 国内大会個人成績 | 国内大会個人成績 | 国内大会個人成績 | 国内大会個人成績 | 国内大会個人成績 | 国内大会個人成績         | 国内大会個人成績 | 国内大会個人成績 | 国内大会個人成績 | 国内大会個人成績 |
| 年度             | クラブ           | 背番号           | リーグ           | リーグ戦         | リーグ戦         | リーグ杯         | リーグ杯                 | オープン杯       | オープン杯       | 期間通算         | 期間通算         |
| 年度             | クラブ           | 背番号           | リーグ           | 出場             | 得点             | 出場             | 得点                     | 出場             | 得点             | 出場             | 得点             |
| 日本             | 日本             | 日本             | 日本             | リーグ戦         | リーグ戦         | リーグ杯         | リーグ杯                 | 天皇杯           | 天皇杯           | 期間通算         | 期間通算         |
| ---------------- | ---------------- | ---------------- | ---------------- | ---------------- | ---------------- | ---------------- | ------------------------ | ---------------- | ---------------- | ---------------- | ---------------- |
| 2020             | 琉球             | 38               | J2               | 15               | 1                | -                | -                        | -                | -                | 15               | 1                |
| 2021             | 琉球             | 22               | J2               | 10               | 0                | -                | -                        | 1                | 0                | 11               | 0                |
| 2022             | 琉球             | 22               | J2               | 27               | 0                | -                | -                        | 0                | 0                | 27               | 0                |
| 2023             | 琉球             | 22               | J3               | 28               | 0                | -                | -                        | 1                | 0                | 29               | 0                |
| 2024             | 琉球             | 22               | J3               | 35               | 1                | 3                | 0                        | 0                | 0                | 38               | 1                |
| 2025             | 鳥栖             | 91               | J2               |                  |                  |                  |                          |                  |                  |                  |                  |
| 通算             | 日本             | 日本             | J2               | 52               | 1                | -                | -                        | 1                | 0                | 53               | 1                |
| 通算             | 日本             | 日本             | J3               | 63               | 1                | 3                | 0\|\|\|0\|\|0\|\|66\|\|1 |                  |                  |                  |                  |
| 総通算           | 総通算           | 総通算           | 総通算           | 80               | 1                | 3                | 1\|\|\|2\|\|0\|\|85\|\|2 |                  |                  |                  |                  |

- 2020年は特別指定選手

出場歴
- Jリーグ初出場 - 2020年8月16日 J2第12節 ザスパクサツ群馬戦 (正田醤油スタジアム群馬)
- Jリーグ初得点 - 2020年11月1日 J2第30節 大宮アルディージャ戦 (NACK5スタジアム大宮)